# Северинівка (Жмеринський район)
Севери́нівка — село в Україні, у Северинівській сільській громаді Жмеринського району Вінницької області.

## Географія
Село Северинівка розкинулось на пагорбах за 15 кілометрів від Жмеринки. У західній частині протікає річка Рів, північна частина межує з Чернятином, а південно-східна сторона села обмежена залізницею Жмеринка — Могилів-Подільський.
Колись на місці теперішньої Северинівки ріс дубовий ліс. У 1802 р. тодішній власник володіння Северин Орловський збудував тут свою резиденцію. Власне, село й отримало назву від його імені.
Окрасою місцевості є Северинівська лікарня відновного лікування (посилання на сайт: https://severynivskalvl.com.ua/wordpress, яка займає комплекс старовинних приміщень колишньої графської садиби, збудованої в класичному стилі з елементами бароко.
Сьогодні Северинівка — одне з найкращих сіл району. Є газ, є водогін, школа, кафе, магазини, чудовий парк.

## Транспорт
Поблизу села знаходяться аж дві залізничні лінії, тому є вибір транспорту. Зовсім близько, на південній околиці села знаходиться станція Матейкове на лінії Жмеринка — Могилів-Подільський. Тут двічі на день ходить приміський дизель-поїзд «Жмеринка-Могилів-Подільський». В окремі рок тут зупиняються деякі швидкі поїзди далекого прямування.
На схід від села (2 км) знаходиться магістральна електрифікована залізниця Жмеринка-Гречани (Хмельницький) (сісти на електричку найближче на зупинці «Межирів»). Тут ходять 5 разів на день електрички, деякі з них прямі на Вінницю або навіть Київ.
У всіх приміських поїздах діє безкоштовний проїзд пенсіонерів, знижки дітям та студентам.

## Герб
Щит розтятий срібним стовпом на червону і зелену частини. В першій частині золоте усміхнене сонце з двома золотими восьмипроменевими зірками в стовп. У другій частині золотий орел з червоними дзьобом і кігтями, з обереною вправо головою, супроводжуваний вгорі золотою підковою вушками донизу, увінчаною таким же розширеним хрестом, в якій золотий розширений хрест.

## Історія села Северинівки
Великої шкоди господарству Поділля завдавали постійні напади татар. Лише з 1450 по 1460 рр. відбулося кілька нападів татар на Поділля. В основному вони проходили по так званих Чорному і Кучманському шляхах, що проходили через подільські землі. Кожен з нападів супроводжувався спаленням міст і сіл, вбивствами, захопленням до ясиру міщан і селян. Літопис згадує, що в 1575 р. татарська орда біля річки Синяви (теперішній Літинський район) захопила і погнала до Криму велику кількість людей, тисячі коней, корів, волів, овець. Річка Синява знаходиться від Северинівки на відстані приблизно 35 км.
Величезну роль у відбитті турецько-татарської навали відігравали запорізькі козаки. В січні 1626 року татарська орда пограбувала північ Поділля, в червні 1633 року спустошила околиці Кам'янець-Подільського, однак турецька армія на чолі з Абаза-паша була відкинута за Дністер військами польських жовнірів на чолі зі Станіславом Конецьпольським, у складі загону жовнірів перебувало 1250 запорізьких козаків.
Польські феодали намагалися зкатоличити населення Поділля. З цією метою будується багато костьолів, єзуїтських, домініканських монастирів. Поблизу нашої місцини костьоли було побудовано в містах: Вінниця — 1612 р., Шаргород — 1636 р. Крім того, католицькі колегії (школи) діяли в Бару та Кам'янці-Подільському. В 1647 році польський сейм приймає рішення, згідно з яким священник не мав права мати приход без попередньої згоди зі шляхтичем, якому належало це село. Головною формою боротьби селян проти феодального, соціального та релігійного гніту були втечі. Про те, що вони мали місце на Поділлі, свідчить постановою сейму 1613 року, де прийнято спеціальне рішення про втікачів Брацлавського воєводства. На Поділлі, як і по всій Україні, визрівало масове повстання, яке виллється з часом у Визвольну війну 1648—1657 рр.

## Северинівка у XIX—XX ст
У XIX ст. село Северинівка входило до Літинського повіту Подільської губернії і займало своє місце серед 7327 сіл. Всі кріпаки С. Орловського виконували панщину і жоден з них не був випущений на волю до 1861 року. Кожен з кріпосних селян мав земельний наділ, що не перевищував 1,23 десятини землі.
Крім зиску від панщини, Северин Орловський отримував значний прибуток від ґуральні, що працювала в господарських будовах палацу. Її продуктивність була рівною 4,7 тис. відер горілки на рік. На етикетках горілки Орловського зображувався краєвид на річку Рів з Каменя Зустрічі.
У 40-50 роках Поділля стає найважливішим районом цукрової промисловості Російської імперії. Тільки у 1840 р. тут було побудовано 8 цукроварень.
За спогадами жителів села Зайця Івана Микитовича та Ковальчука Павла Івановича (листопад 1998 р.) завод було збудовано в 1812—1820 рр. З цього видно, що С. Орловський був освіченою людиною і розумів, що кріпосницька система стає гальмом розвитку економіки. Побудова цукрового заводу — це свідчення промислового перевороту в Северинівці. Цукровий завод був одним із восьми, що існували в Літинському повіті, за сезон тут виробляли близько 110 000 пудів цукру. Сировину до заводу звозили з полів Северинівки та Сербиновець. Розібрали завод у 1929 році, все устаткування було перенесено до цукрового заводу у м. Бар. У зв'язку з припиненням існування заводу розповідають таке: комісія, яка визначала рентабельність заводу та економічність під'їзних шляхів, була кимось обманута. Коли постало питання про вивіз цукру, комісію чомусь повели до залізничної станції «Сербинівці», до якої дороги із Северинівки не було, зате до станції «Матейкове», що знаходиться набагато ближче Сербиновець і до якої вела дорога з твердим покриттям, комісію чомусь не повели. Северинівський цегельний завод було збудовано у 1912 р., на ньому випускали цеглу та черепицю. Сушилася продукція у звичайних сушильнях, оскільки спеціальних сушильних печей не існувало. Обпалювання виробів здійснювалось у двох кільцевих печах. У 1958 році було збудовано тунельні сушила, і завод перевели на цілорічну роботу. У 1965 році добудували ще 8 тунелів для сушки цегли в цехах кільцевих печей. Того ж року завершилося будівництво печі-сушила з окремою технологічною лінією. Нині площа заводу становить 31,5 га, до найближчої залізничної станції — 0,1 км, до районного центру 15 км. Заводський кар'єр розташований на площі 10 гектарів.
У результаті реформ, проведених царизмом у 60 — 70-ті роки XIX ст., в Северинівці було відкрито школу у 1875 році, яка розміщувалася у другій половині дяківської хати, а у 1880 році навчання велось у спеціально відбудованому приміщенні. Після 1917 року школу було перенесено в приміщення на долині невеличкого струмка (колишнє приміщення Северинівського цегельного заводу). Документально підтверджено, що перший випуск учнів за роки Радянської влади зроблено у 1937 році (в школі зберігається фотографія, де зображено випуск 1938 року, а текст засвідчує, що це вже другий випуск.
До 70-х років XX ст. учні початкових класів навчалися у двоповерховому приміщенні, збудованому у 1880 році, а учні середніх та старших класів — у приміщенні складу цукрового заводу. Експлуатація будівлі, де навчалися учні початкових класів, припинилася у 1978 році, що стало наслідком землетрусу у румунських Карпатах. До речі, землетрус став причиною порушення питання про будівництво нової типової будівлі школи. Замовником її виступило обласне управління освіти, а підрядником -БМУ-31, БМУ-32 м. Жмеринки. Будівництво було завершено у грудні 1982 року. Северинівська теперішня школа — це типове приміщення, що має три поверхи і розраховане на 564 учні. У 90-ті роки в школі навчалося близько 300 учнів, педагогічний колектив нараховував 30 вчителів, обслуговчий персонал — близько восьми технічних працівників.
Кінець XIX-поч. XX ст. — це завершальна фаза промислового перевороту в Україні. Саме в цей час Северинівку із західного та південного боку окреслили дві залізничні магістралі: одна з них, південна, з'єднала Жмеринку та Могилів-Подільський, а інша, західна, з'єднала Жмеринку та Проскурів, теперішній Хмельницький. На території села знаходиться залізнична станція «Матейково», розташована за кілометр від центру села, а за три кілометри на північний захід знаходиться залізнична зупинка «Межирів».
У результаті перемоги більшовиків у жовтні 1917 року на території Поділля почався процес створення більшовицьких органів влади, головним супротивником яких в Україні виступила Центральна Рада. До кінця січня 1918 року Поділля було захоплено більшовиками. Однак 27 січня 1918 року в Бресті Німеччина та Австро-Угорщина підписали договір з представниками Центральної Ради. У лютому німецькі та австро-угорські війська, згідно з договором з Центральною Радою розпочали військові дії проти більшовиків. Центральна Рада, не маючи соціальної основи в українському суспільстві, втратила владу, передавши її гетьманському уряду на чолі з царським генералом Скоропадським, який бачив Україну монархічною та не соціалістичною.
У Літинському повіті мешканці низки сіл, зокрема Северинівки виступили проти гетьманських порядків зі зброєю в руках. У 1918 році до села вступила 7-а угорська кірасирська дивізія, що з'явилася з боку села Сербинівці й була розквартирована в палаці С. Орловського. Її завдання полягало в «умиротворенні» северинівських селян.
За роки Директорії, розповідають старожили, по території України від села до села передавався портрет Т. Г. Шевченка з метою підняття національного духу українського народу. Одну з ночей цей портрет перебував у Северинівці, найімовірнішим місцем ночівлі портрета міг бути палац С. Орловського.
Не допоміг Директорії й союз із Польщею. У листопаді 1920 року місцина села була захоплена окремою кавалерійською бригадою на чолі з Г. Котовським. Виконуючи більшовицький план побудови соціалізму, в селі в 20-х роках було утворено радгосп, центром якого стало помістя Орловського (перестав існувати у 1939 році). На території села у 1927 році шляхом збройного захоплення майна селян утворили колгоспи. Першим головою колгоспу було обрано Лауту. Ймовірно, що до 1939 року радгосп об'єднував селян тієї частини села, що зветься Висідалка, а колгосп — селян Піддубини. З дня свого заснування колгосп носить ім'я Т. Г. Шевченка.
У 1932-33 роках у селі мав місце 2-й Голодомор, від якого мученицьки загинули селяни. Точної цифри його жертв не встановлено, оскільки відсутні архівні матеріали по Літинському повіті.
З липня 1941 до весни 1944 рр. село було окуповане німцями. Зі сторони Жмеринки рухалися на південь полки 131-ї стрілецької дивізії, які 20 березня 1944 року встановили радянську владу. 19 березня румунський гарнізон завантажився на станції Матейкове у
залізничний ешелон і відбув у сторону Могилева-Подільського. Німецькі війська відступали до с. Сербинівці. На мості через річку Рів стався цікавий випадок: у одному із танків не запускався двигун, а броньована машина перегородила дорогу. Тому танк скинули у річку. Тож у селі кажуть, що залізна машина й понині знаходиться там, просто час приховав її товстим шаром намулу.
Станом на початок 2014 року у селі вже біля двох років перебував волонтер Корпусу Миру американець Райан Шмідт з Вашингтона.
12 червня 2020 року, розпорядженням Кабінету Міністрів України № 707-р «Про визначення адміністративних центрів та затвердження територій територіальних громад Вінницької області», село увійшло до складу Северинівської сільської громади.
17 липня 2020 року, в результаті адміністративно-територіальної реформи та ліквідації Жмеринського району (1923-2020), село увійшло до складу новоутвореного Жмеринського району.

## Цікаві факти
- «Camino Podolico» — це подільський шлях святого Якова, який поєднує міста: Вінниця, Бар та Кам'янець-Подільський, а також шлях включає село Северинівка, як один з етапів маршруту.[5]

## Народилися
- Маляр Ігор Андрійович (2001—2022) — солдат НГУ, оборонець Маріуполя

## Світлини

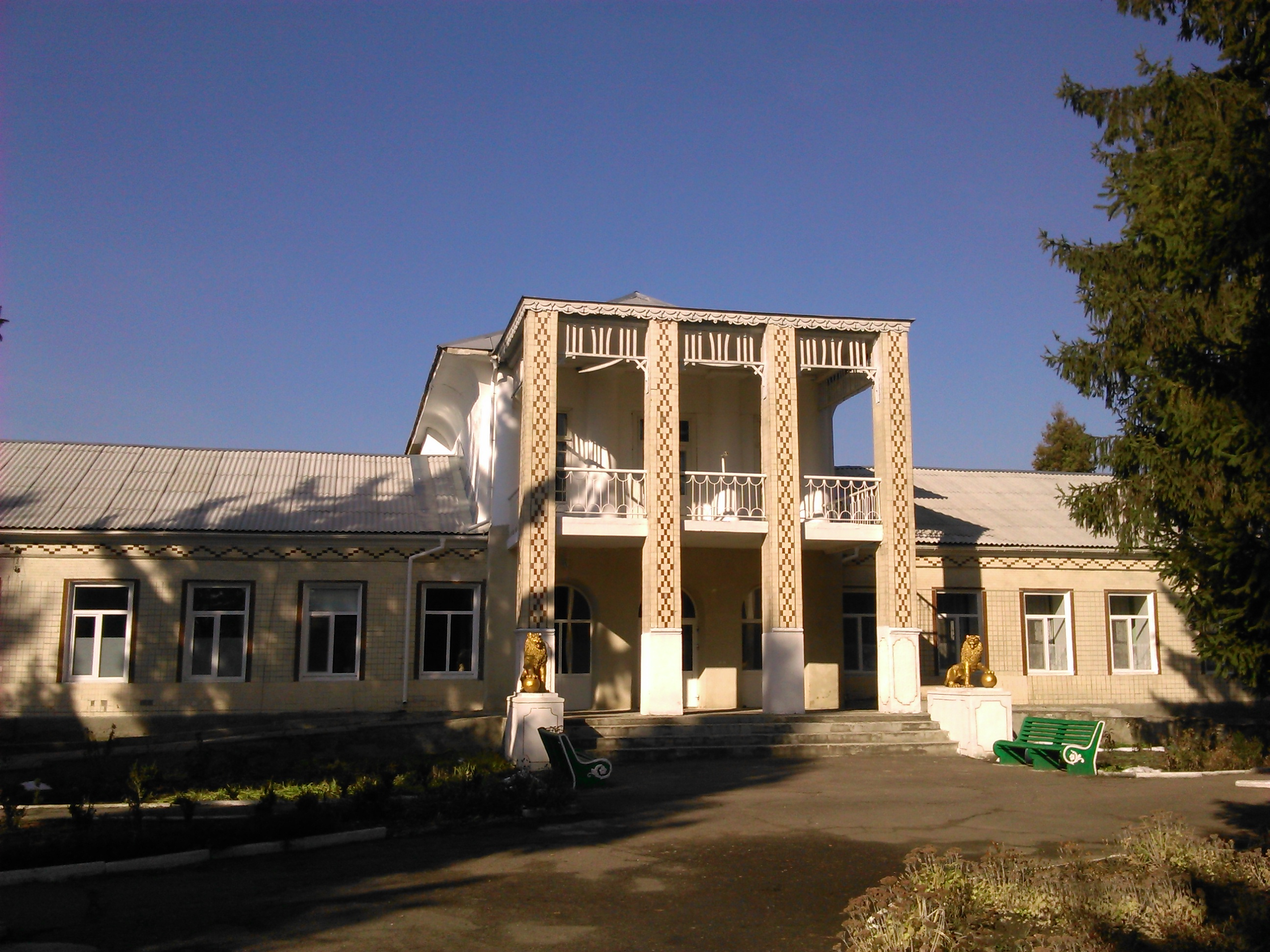
Садиби Орловських
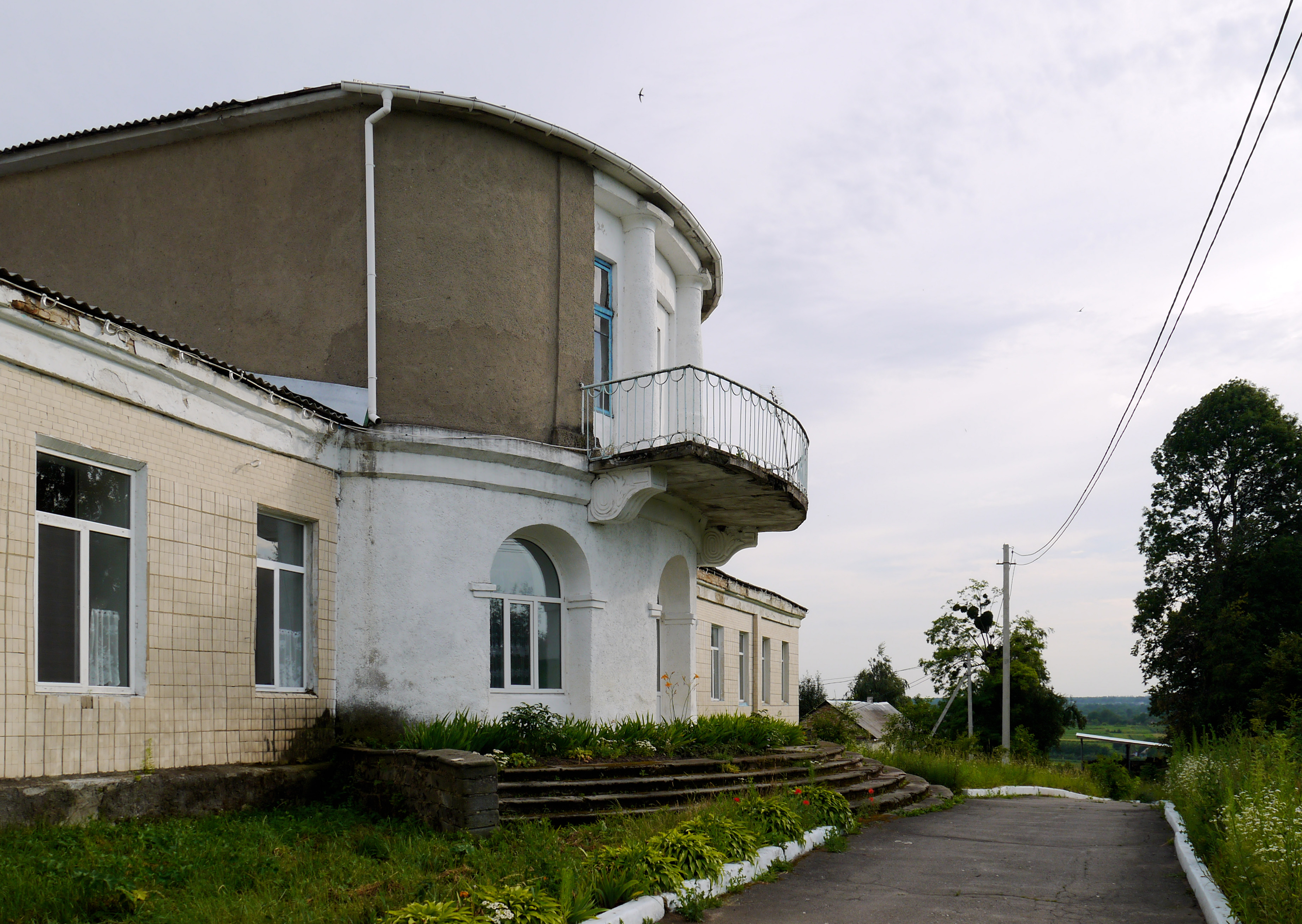
Палацо-парковий ансамбль Садиби Орловських
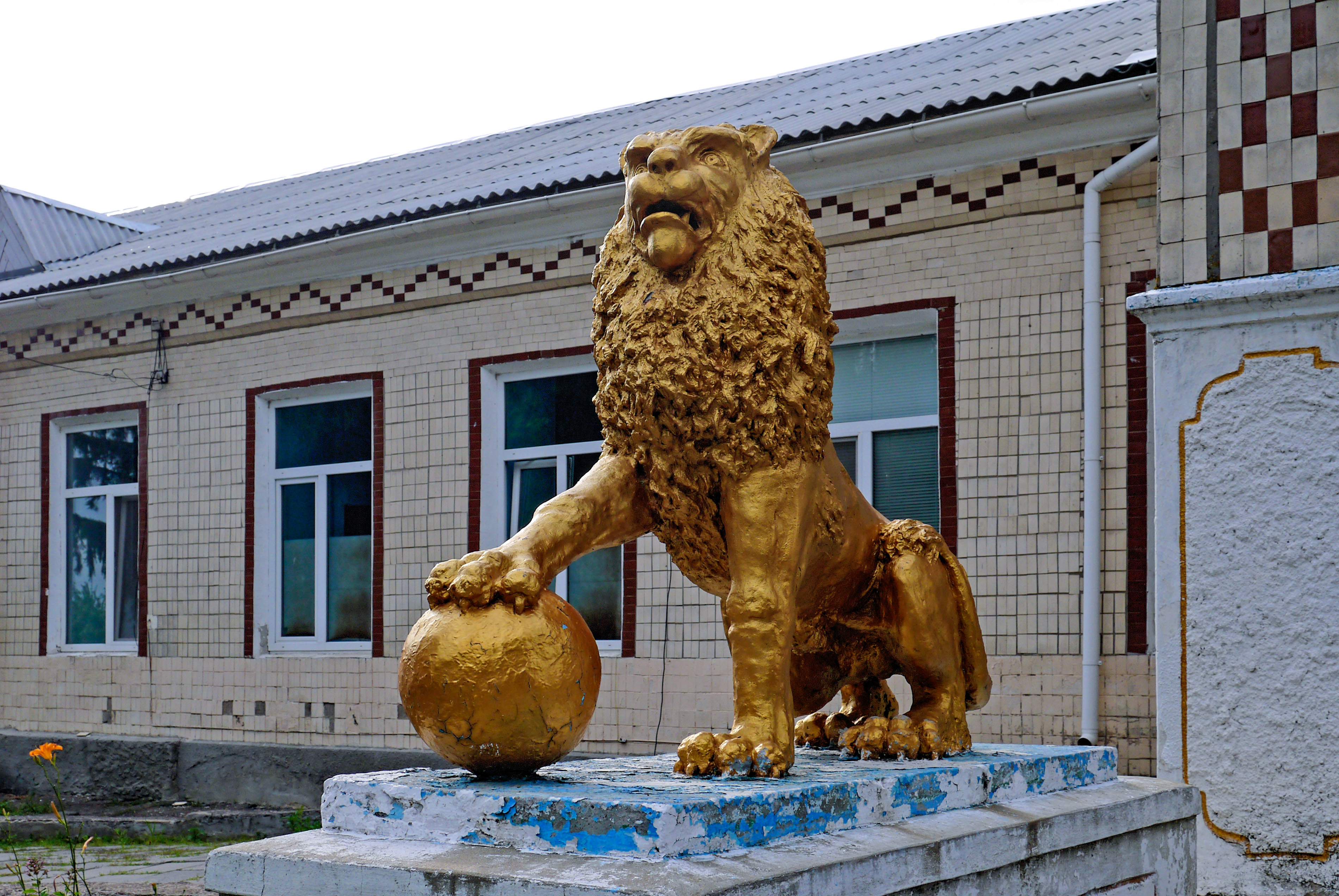
Палац
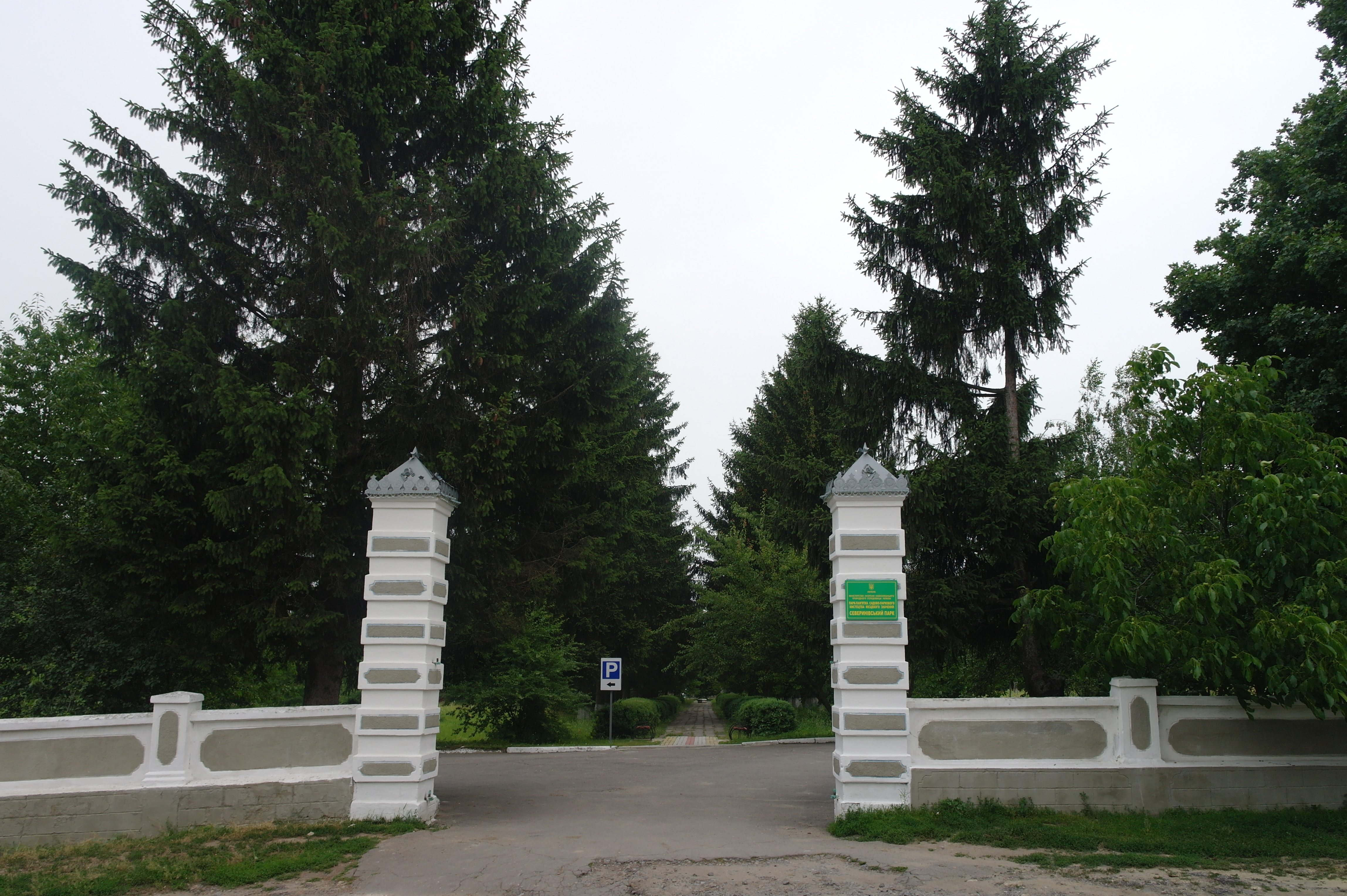
Вхід до парку
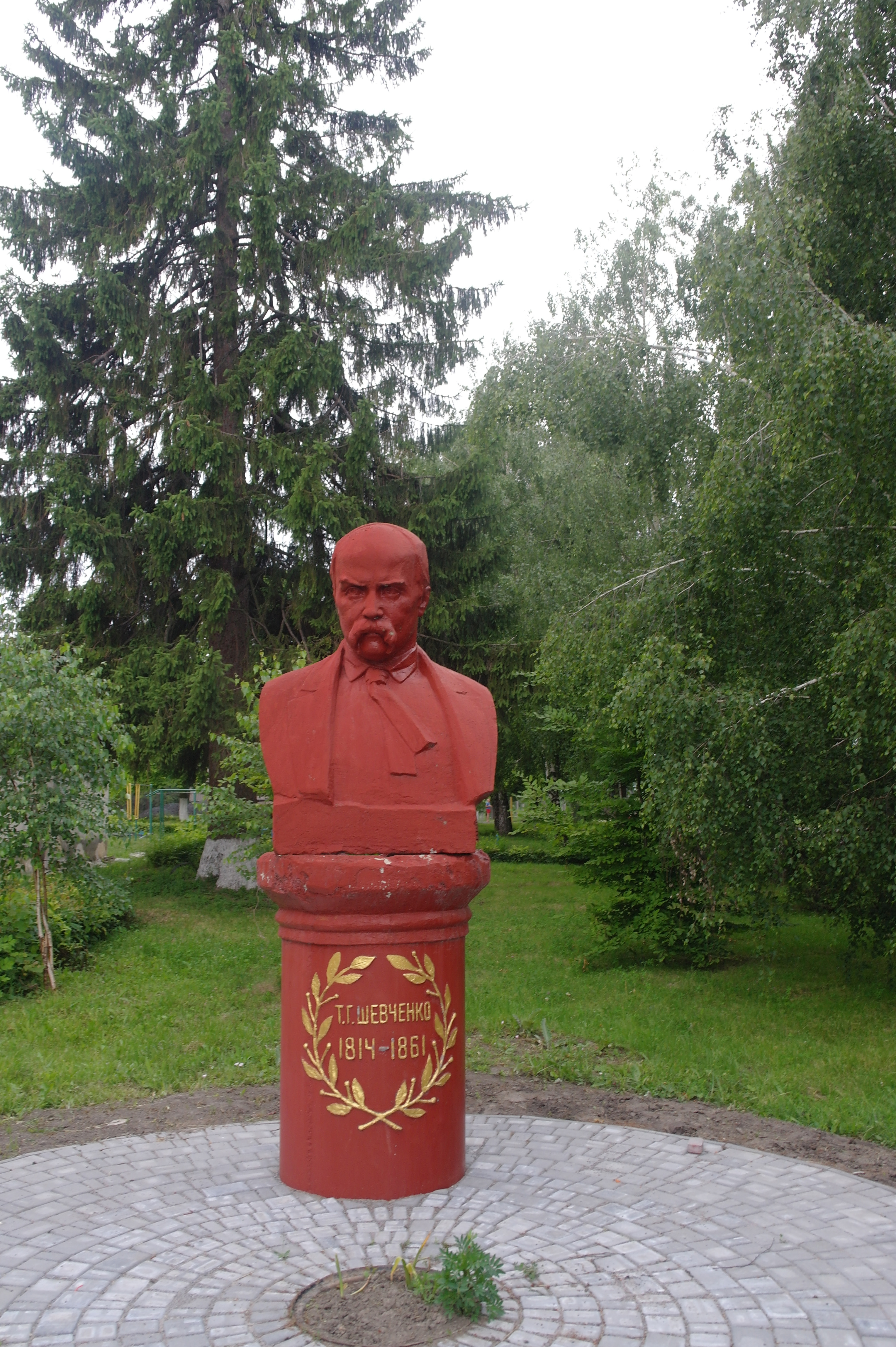
Пам'ятник Т. Г. Шевченку
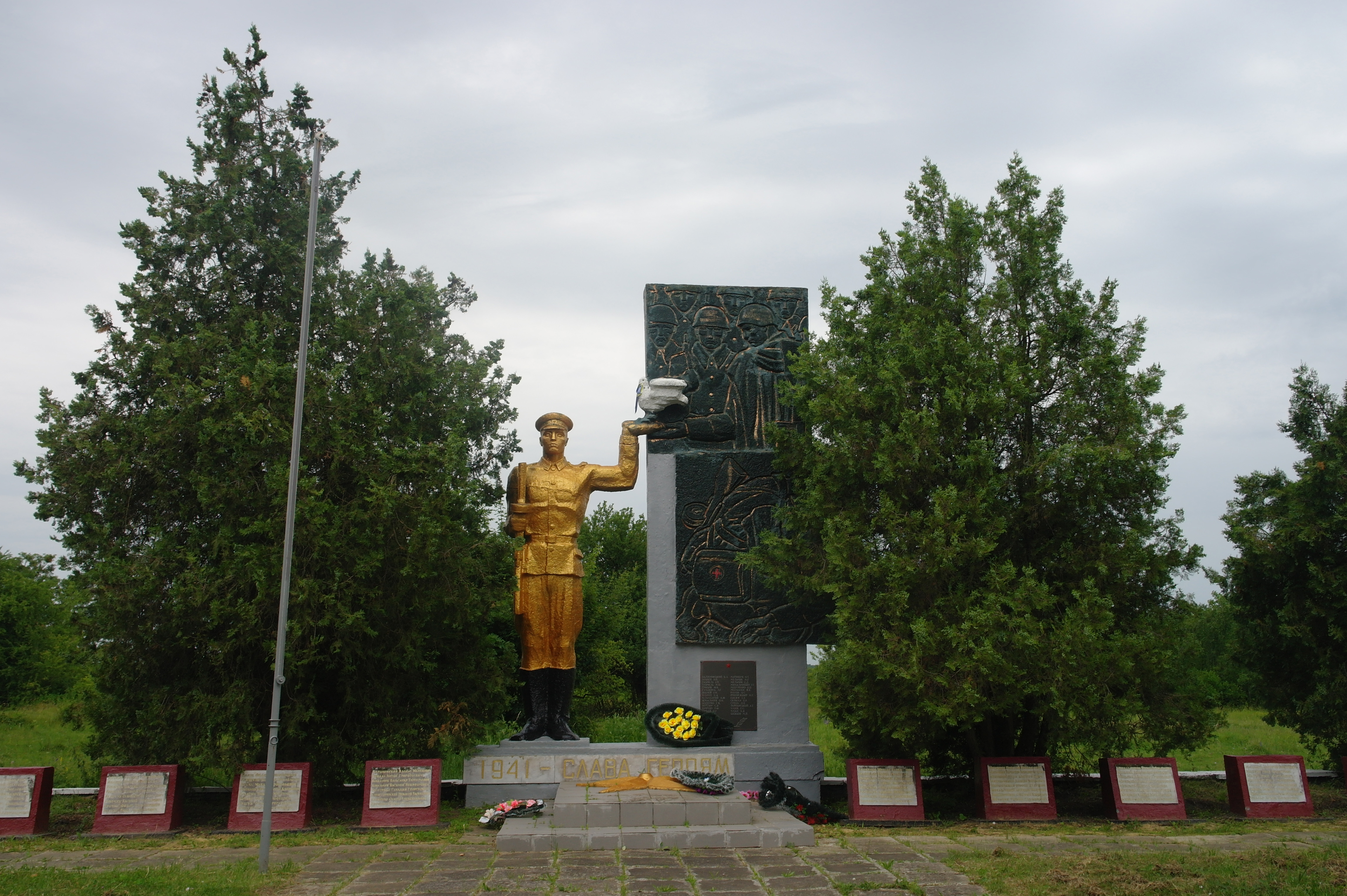
Пам'ятник 105 воїнам–односельчанам, загиблим на фронтах ВВВ
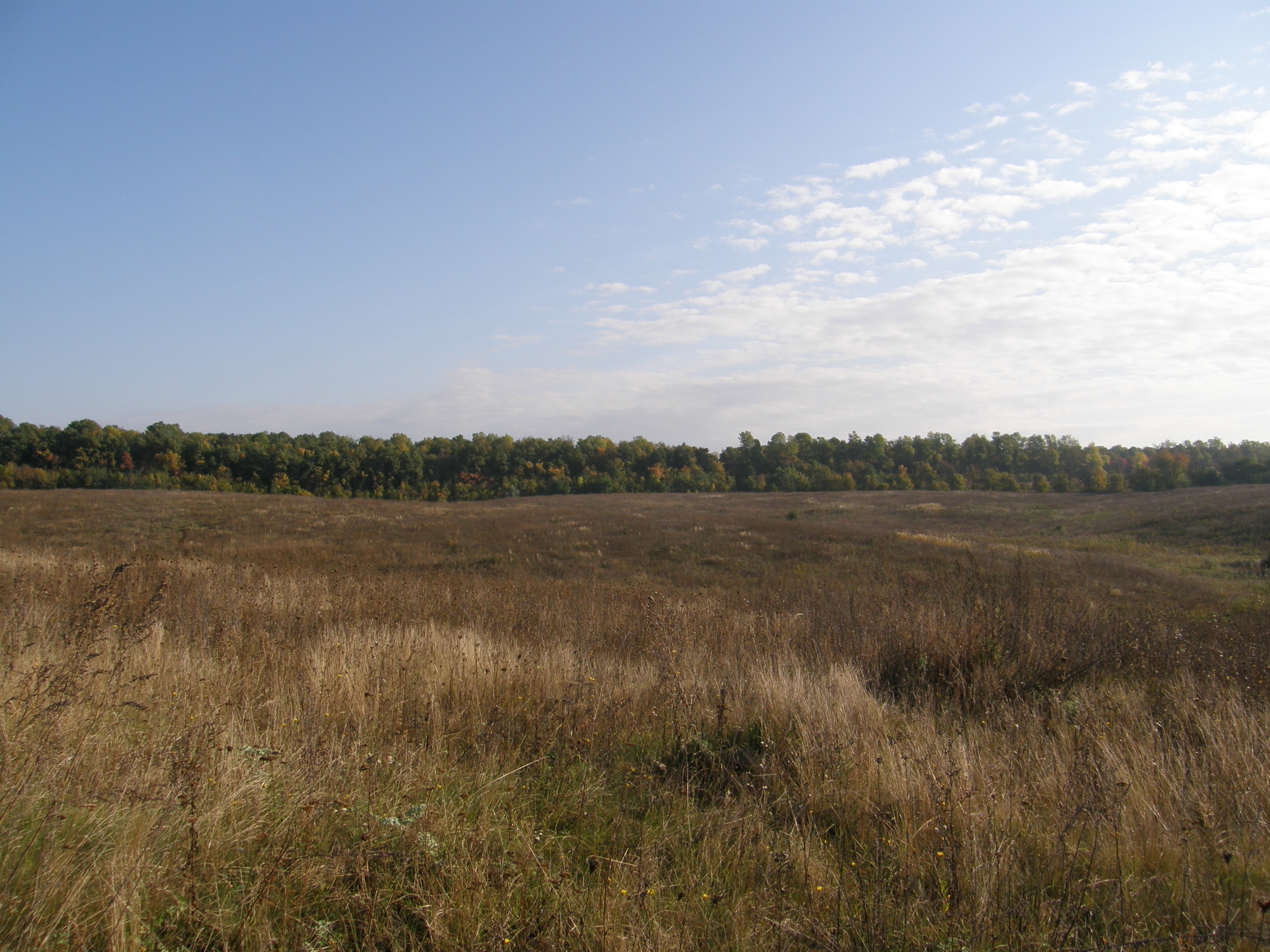
Поселення черняхівської культури
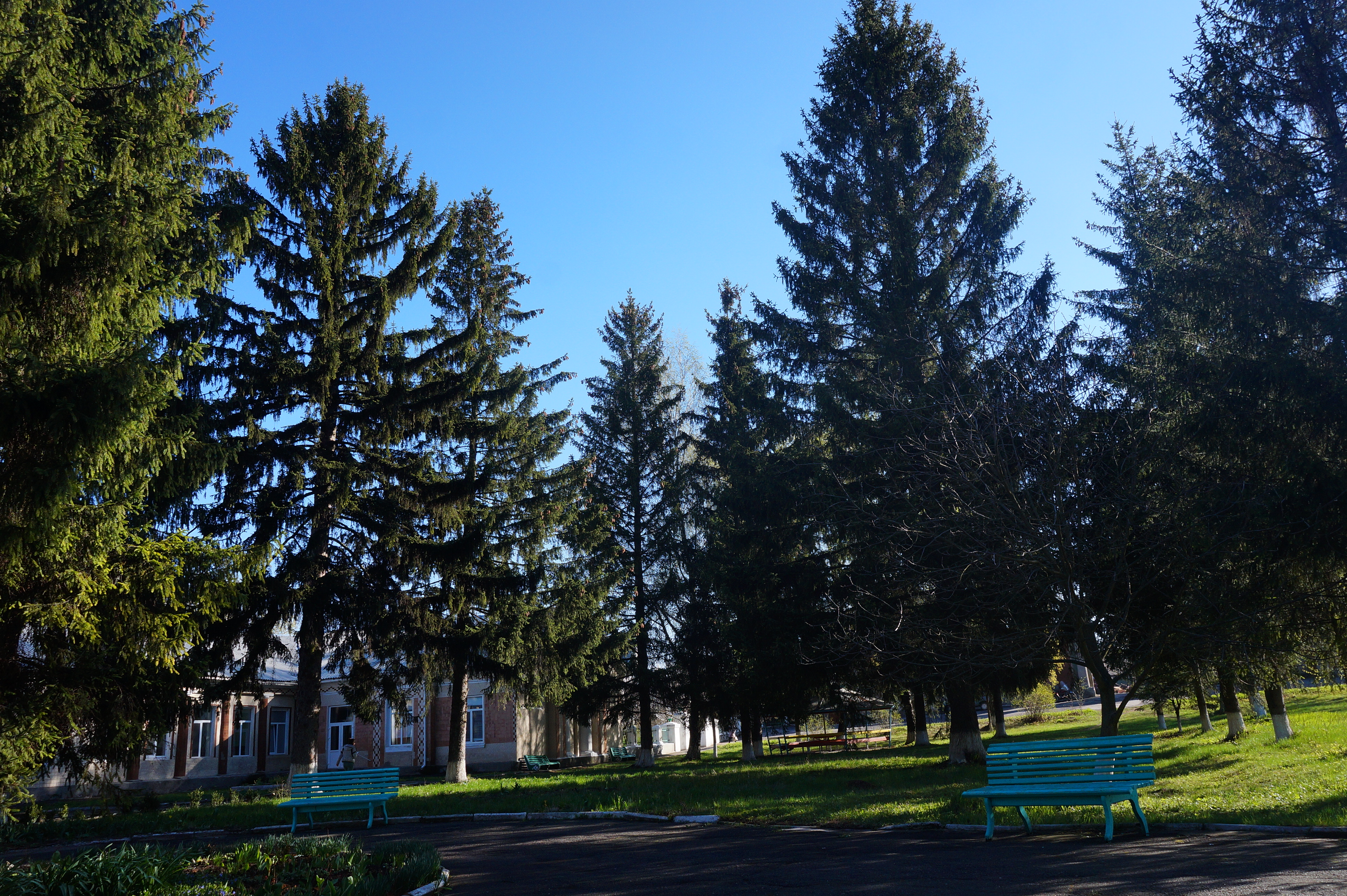
Пам'ятка природи - Северинівський парк
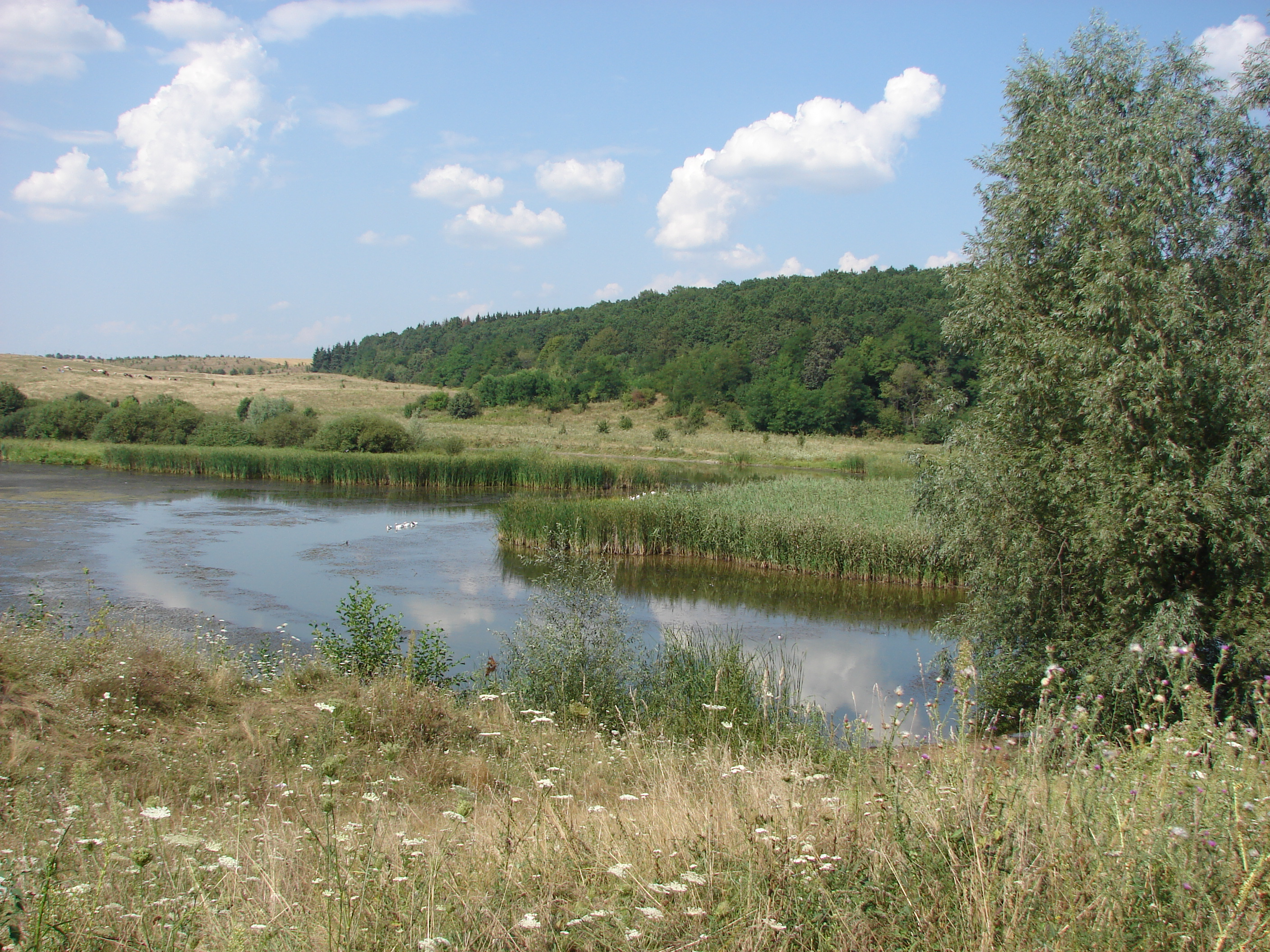
Северинівський парк
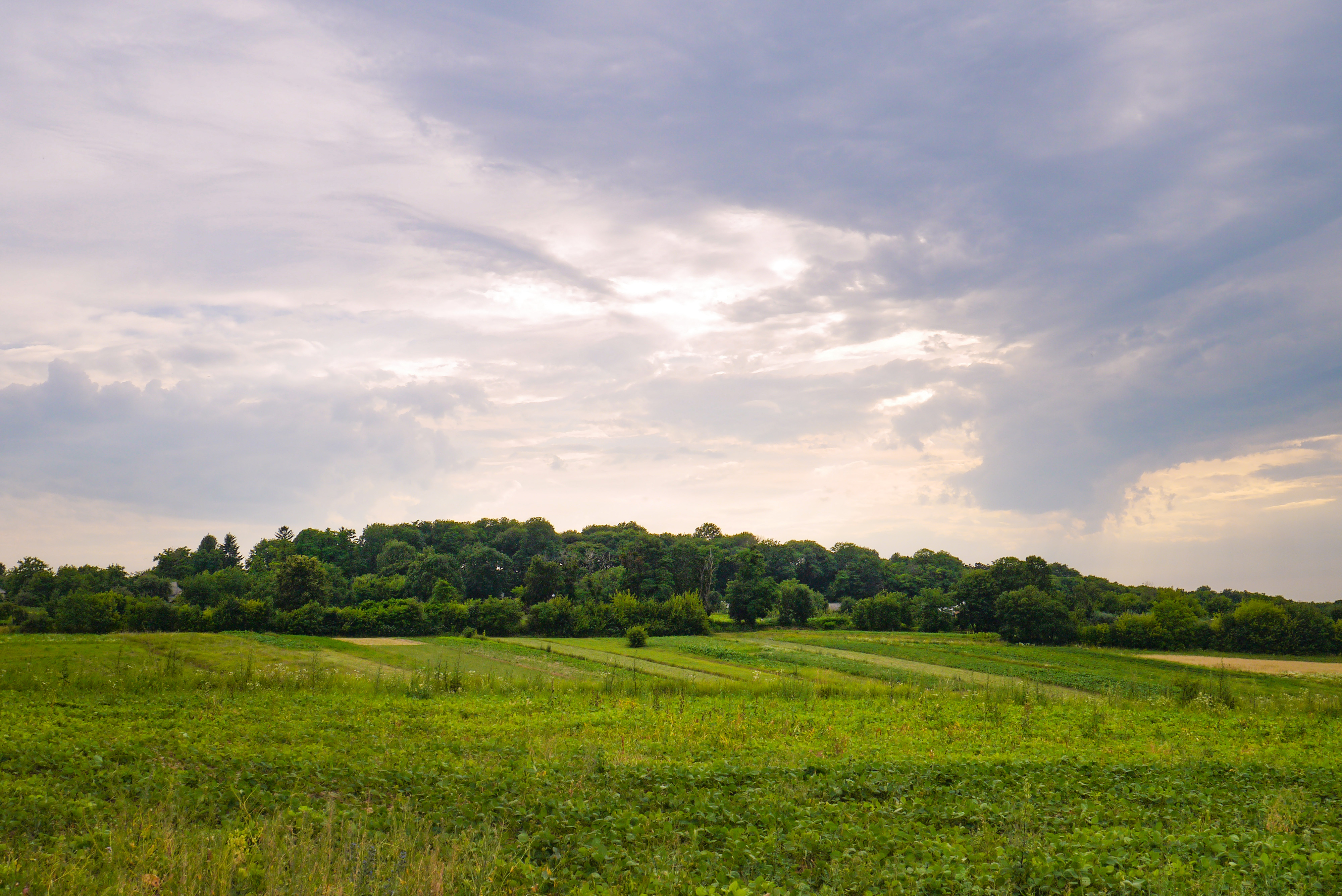
Парк садиби Орловських
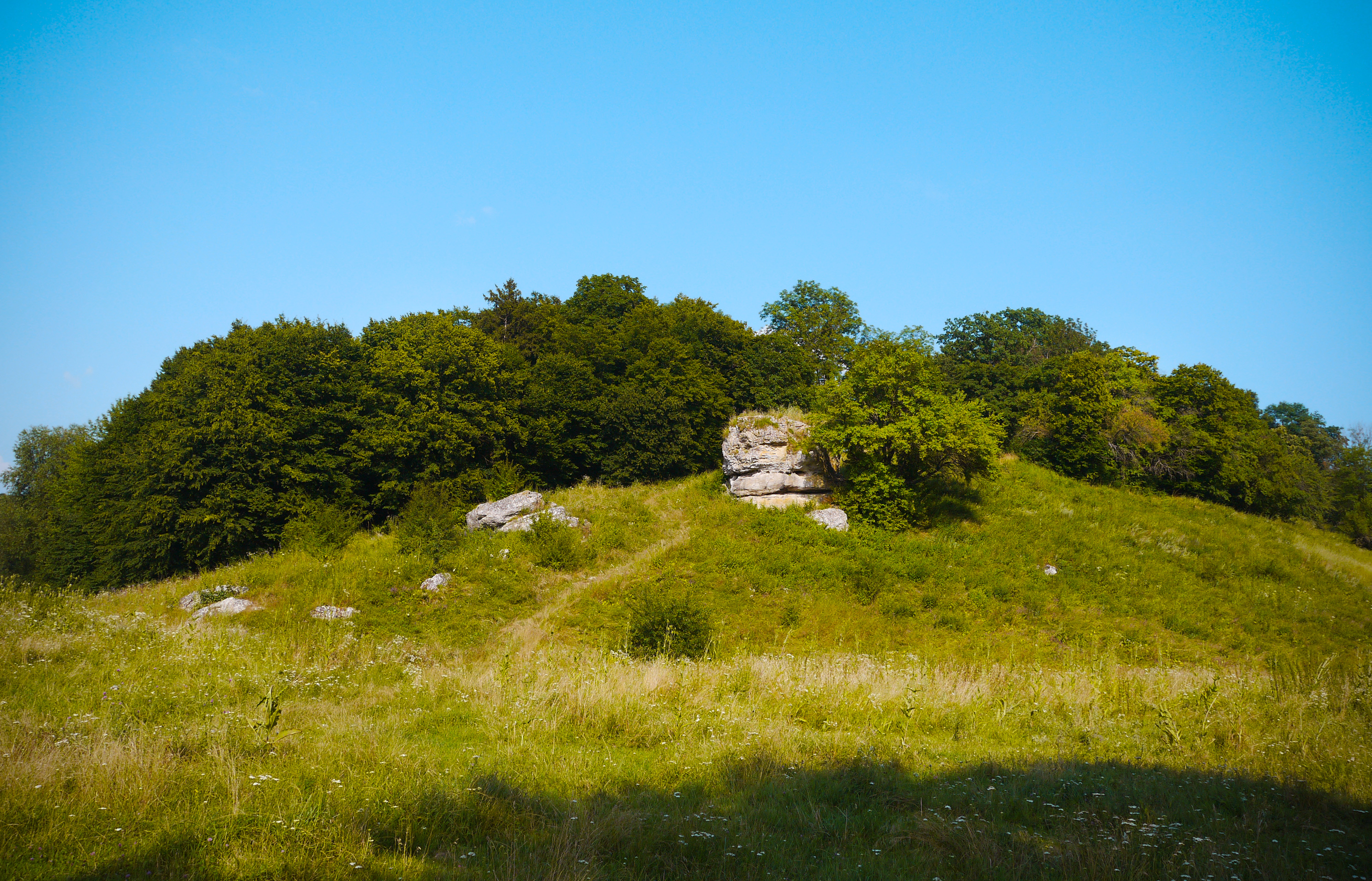
Парк садиби